# Folioscoop

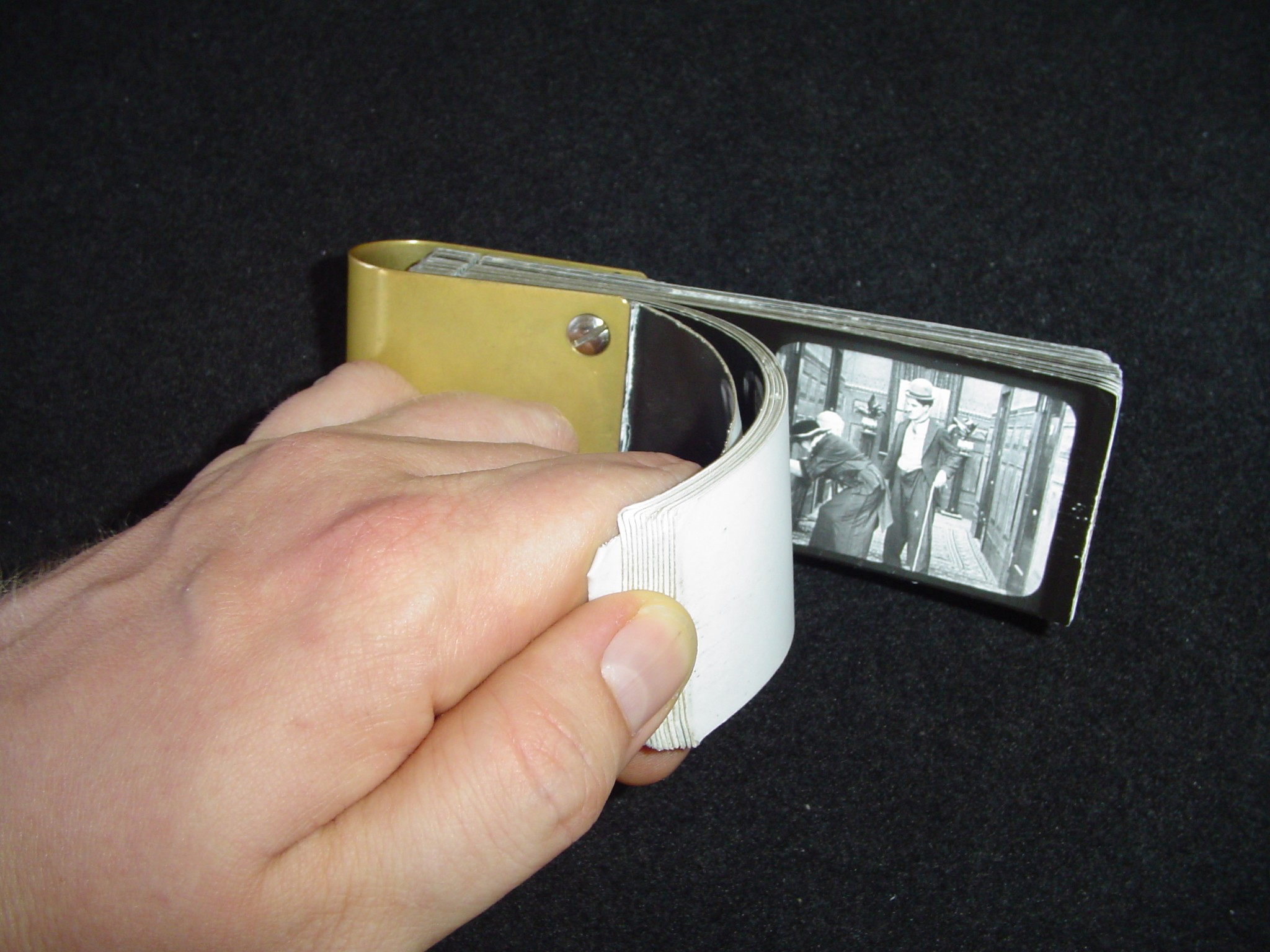
Folioscoop

De folioscoop, ook wel flipboekje genoemd, is een verzameling losse blaadjes, die tot een boekje aangehecht kunnen worden. Ieder blad bevat een tekening en de tekeningen (vaak als hobby vervaardigd en ingekleurd) verschillen opeenvolgend steeds een klein beetje van elkaar. Snelle doorbladering van het boekje, doordat men het tussen wijsvinger en duim neemt en dan de bladen zo snel mogelijk laat omslaan ("flippen") levert de illusie op van een bewegend beeld. Het is het principe van de animatie: kleine, stapsgewijze veranderingen doen de toeschouwer de sensatie van één beeld in vloeiende beweging ondergaan.
Een variant is het bestaande boek, waarbij men in de marge van opeenvolgende bladen, steeds op overeenkomstige plaatsen, zulke miniem afwijkende beelden tekent.